# 郎家庄乡
郎家庄乡，是中华人民共和国河北省保定市曲阳县下辖的一个乡镇级行政单位。

## 行政区划
郎家庄乡下辖以下地区：
太平庄村、南沟村、葫芦旺村、三会村、竹林村、曹家峪村、郎家庄村、庄尔上村、沟掌村、仁景树村、冯家庄村、东石门村、罗家沟村、上阁尔村、下阁尔村、计都石村、北中佐村、口头村、尖地角村、石门上村、东会村、南宋家庄村、北宋家庄村、邓家店村、干河沟村、干河铺村、下庄村、涧子村和峪尔里村。